# 渋谷でチュッ!
『渋谷でチュッ!』（しぶやでチュッ）は、1997年4月4日から1998年12月25日までテレビ東京で放送された電通・吉本興業製作のトークバラエティ番組。全85回。最初の1年間は関東ローカルで放送され、1998年4月からはテレビ大阪やAT-Xでも1週遅れで放送された。

## 概要
声優やアニソン歌手（主に声優）をゲストに迎えてのトークが中心の深夜番組。司会はお笑いコンビのジャリズムが務め、アシスタントは最初（初代）が池澤春菜で、池澤が降板した後は2代目として宮村優子が務めた。当時、新人声優だった麻績村まゆ子を交えてのミニコーナーもあった。番組では声優のことを「キャラクター・アーティスト（Character Artist）」と呼称していた。
番組は、当時吉本興業が運営していた渋谷公園通り劇場で公開録画が行われた。1度に2～3回分をまとめて収録し、劇場への入場券はローソンチケットで1000円で販売していたが、番組内での収録観覧方法の告知は行われず、客席は常連客が大半を占めていた。中でも黒いスーツとサングラスで参加していた集団は、番組内で準レギュラーと称されていた。大阪での出張公録や海外ロケも行われた。また当時新人だったガレッジセールが本番組の前説を務めていた時期もある。
本番組にゲストとして出演した声優には仲間由紀恵もいた。また10代の頃の坂本真綾や清水香里も出演している。井上喜久子が産休から復帰後の初めての公開テレビ番組として本番組にゲスト出演した。

## 基本データ
- 放送日：1997年4月4日 - 1998年12月25日（全85回）
- 放送局：テレビ東京、テレビ大阪（1998年4月 - ）
- 放送時間：テレビ東京・毎週金曜 26:25 - 26:55（後に26:30 - 27:00に変更）、テレビ大阪・毎週日曜 4:05 - 4:35

## 主な出演者
- 司会：ジャリズム（山下しげのり・渡辺鐘）
- 初代アシスタント：池澤春菜（1998年3月20日・第47回まで）
- 2代目アシスタント：宮村優子（1998年4月17日・第50回から）

※ 宮村は2代目アシスタントに就任する前にゲストとして出演しており、また池澤はアシスタントを降板した後にもゲストとして出演している。
- コーナーレギュラー：麻績村まゆ子（超機動伝説ダイナギガコーナーなど）
- ナレーション：パンチUFO

## ゲスト&放送回
- 富沢美智恵
- 速水奨
- 水野愛日
- 第27回菅原祥子
- 冨永みーな
- 高乃麗
- 山口由里子
- 坂本真綾
- 仲間由紀恵
- 鈴木結女
- こおろぎさとみ
- 第36回菊池志穂
- 第51回氷上恭子
- 第52回金月真美
- 第53回折笠愛
- 第54回かないみか
- 第55回 卒業メンバー
- 第56回岩田光央
- 第57回大沢千秋
- 第59回佐久間レイ
- 第60回飯塚雅弓
- 第61回三重野瞳
- 第62回桑島法子
- 第63回井上喜久子
- 第64回久川綾
- 第65回田村ゆかり
- 第66回池澤春菜
- 第67回&68回永島由子
- 第68回前田愛
- 第69回 総集編
- 第70回 総集編
- 第71回栗林みえ
- 第72回松本梨香
- 第73回かかずゆみ
- 第75回浅田葉子&芝原チャコ
- 第76回小西寛子
- 第78回福井裕佳梨
- 第79回ゆきのさつき
- 第81回高橋美佳子
- 第82回かとうあつき
- 第83回 総集編
- 第84回 韓国編
- 最終回 韓国編2

他

## 主題歌
- オープニングテーマ
  - 輝きの季節/田村ゆかり（1997年6月4日発売・ポリグラム）
  - Bye-Break Heart/中村亜紀（1997年10月22日発売・EPIC・ソニー）
  - ジェラシーの痕跡-アザ-/緒方恵美（1997年12月17日発売・ポリグラム）
  - 恋と欲望/宮村優子（1998年5月21日発売・ビクターエンタテインメント）
  - 瞳 Fall in Love/三重野瞳（1998年7月23日発売・ビクターエンタテインメント）
  - 忘れない季節-DREAMIN' TOMORROW-/高橋美佳子（1998年11月21日発売・ビクターエンタテインメント）
- エンディングテーマ
  - 明日 勇気をだして/桂木綾音（菊池志穂）（1997年5月21日発売・ワンダーエンタテインメント）
  - あ・こ・が・れ/麻績村まゆ子（1997年7月24日発売・ワンダーエンタテインメント）
  - きみとぼくのうた/菊池志穂（1997年12月17日発売・ワンダーエンタテインメント）
  - そらのてがみ/麻績村まゆ子（1997年12月29日発売・ワンダーエンタテインメント）
  - 朝/菊池志穂（1998年4月22日発売・ワンダーエンタテインメント）
  - にじをこえて/麻績村まゆ子（1998年8月21日発売・ワンダーエンタテインメント）
  - ベクトルは上向き/Cazacy（1998年9月23日発売・徳間ジャパンコミュニケーションズ）

## スタッフ
- 監修：土井武志、宮田千春
- 構成：木村和彦、藤井ジャンボ
- 技術
  - SW：竹内弘佳、猿谷智
  - CAM：石井隆志
  - VE：稲垣一幸、藤崎康広
  - 音声：野中訓行
  - PA：真澤則子
  - 照明：フリーダム
- 編集
  - EED：安田稔
  - MA：谷澤宗明
- 音効：来代直（OKK 音響企画株式会社）
- TK：久保文子
- 美術
  - 制作：重岩清人（フジアール）
  - デザイン：野口陽介（フジアール）
  - 進行：横山勇（フジアール）
  - 操作：長谷川務（ちとせ舞台美術）
  - メイク：山田かつら
  - スタイリスト：野呂雅代
  - タイトル：岩崎光明
- 番宣：岩田圭介（テレビ東京）
- AD：花本恵次郎（渋谷公園通り劇場）
- AP：福島雅弘（吉本興業）
- ディレクター：高木剛
- プロデューサー：渡辺哲也・松島俊輔（電通）、土橋正雄（吉本興業）
- 技術協力：八峯テレビ、ザ・チューブ
- 音楽協力：テレビ東京ミュージック
- 製作：電通、吉本興業